# The Battle of Evermore
A The Battle of Evermore egy akusztikus dal a brit Led Zeppelin együttes 1971-es Led Zeppelin IV albumáról. A dallamát Jimmy Page gitáros írta, miközben John Paul Jones mandolinján kísérletezett.
A legelterjedtebb nézetek szerint Robert Plant J.R.R. Tolkien műveinek hatása alatt írta a szöveget, bár vannak olyan feltételezések is, mely szerint egy a skót polgárháborúról szóló könyv ihlette meg. A szöveg a nappal és éjszaka közötti ellentétről, átvitt értelemben a jó és rossz közötti harcról szól. Megjelenésének idején még javában folyt a hidegháború, ezért sokan azt gondolják, hogy Plant erre utalt a jó és a rossz harcával. A felvételen közreműködött egy folkénekesnő, Sandy Denny is, tulajdonképpen duettet énekel Planttel. Köszönetképpen az album borítóján, a közreműködők között Denny is kapott egy saját szimbólumot, hasonlóan a másik négy taghoz. Ez volt az egyetlen daluk, amelyet egy vendégénekes közreműködésével vettek fel.
A dalt gyakran játszották koncerteken, ilyenkor Denny vokáljait is Plant énekelte, valamint akusztikus gitáron is játszott.
Dalszöveg